# Anopheles culiciformis
Anopheles culiciformis este o specie de țânțari din genul Anopheles, descrisă de Cogill în anul 1903. Conform Catalogue of Life specia Anopheles culiciformis nu are subspecii cunoscute.